# GP Denain 1981
De 23e editie van de wielerwedstrijd GP Denain werd gehouden op 21 april 1981. De start en finish vonden plaats in Denain in het Franse Noorderdepartement. Op het podium stonden drie Belgen Dirk Baert, Eric Van De Wiele en Ferdi Van Den Haute; waarvan de laatste won.

## Uitslag
| GP Denain 1981 |                       |                              |      |
| Plaats         | Naam                  | Ploeg                        | tijd |
| Winnaar        | Ferdi Van Den Haute   | La Redoute-Motobécane        |      |
| 2              | Eric Van De Wiele     | Capri-Sonne-Koga Miyata      |      |
| 3              | Dirk Baert            | Fangio-Amerlinckx-Campagnolo |      |
| 4              | Didier Vanoverschelde | La Redoute-Motobécane        |      |
| 5              | Louis Luyten          | Vermeer Thijs                |      |
| 6              | Eddy Schepers         | DAF Trucks-Côte d'Or-Gazelle |      |

1959 · 1960 · 1961 · 1962 · 1963 · 1964 · 1965 · 1966 · 1967 · 1968 · 1969 · 1970 · 1971 · 1972 · 1973 · 1974 · 1975 · 1976 · 1977 · 1978 · 1979 · 1980 · 1981 · 1982 · 1983 · 1984 · 1985 · 1986 · 1987 · 1988 · 1989 · 1990 · 1991 · 1992 · 1993 · 1994 · 1995 · 1996 · 1997 · 1998 · 1999 · 2000 · 2001 · 2002 · 2003 · 2004 · 2005 · 2006 · 2007 · 2008 · 2009 · 2010 · 2011 · 2012 · 2013 · 2014 · 2015 · 2016 · 2017 · 2018 · 2019 · 2020 · 2021 · 2022 · 2023 · 2024 · 2025